# مفارقة التوأم

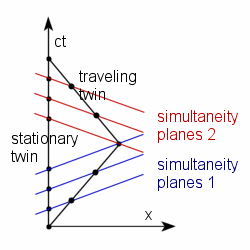

في الفيزياء، تعد مسألة مفارقة التوأم أو التوأم النقيض مسألة فكرية في النسبية الخاصة، وفيها يقوم أحد التوأمين برحلة إلى الفضاء بواسطة صاروخ فضائي عالي السرعة قريب من سرعة الضوء ثم يعود إلى موطنه ليكتشف أنه قد أمضى عمراً أقل من أخيه التوأم الذي ظل على الأرض. تبدو هذه النتيجة كلغز محير لأن كلا من التوأمين ينظر للآخر على أنه مسافر بالنسبة للآخر، وهكذا، ووفقا لتطبيق لتباطؤ الزمن، فإن كل منهما يفترض أن يكتشف أن الآخر قد عمر أكثر منه على نحو متناقض.
في الحقيقة لا تمثل النتيجة مفارقة بالمعنى الحقيقي، نظراً لأنه من الممكن حلها في مجال الإطار القياسي للنسبية الخاصة. لقد تم بالفعل التحقق من ذلك عمليا بالاستعانة بقياسات ساعات سيزيوم ذرية دقيقة داخل طائرات محلقة في الجو وكذلك الأقمار الاصطناعية.
بدءً ببول لانجفان عام 1911، أصبح هناك العديد من التفسيرات لهذه المفارقة، العديد منها اعتمد على عدم وجود تعارض، ولأنه لا يوجد تماثل فإن توأما واحدا فقط يكون قد خضع لتسارعات وتباطؤات في رحلته، وبالتالي التفريق بين الحالتين.
أحد روايات الجدل في عدم التماثل التي جاء بها ماكس فون لاوه في 1913 كانت أن التوأم المسافر يستخدم إطارين عطاليين: أحدهما لدى ابتعاده في الرحلة والآخر لدى عودته. على ذلك فإن التبديل بين الإطارين كان سبباً في الفرق وليس التعجيل الذي تقدمه التفسيرات الأخرى وتأخذ التسارع بعين الاعتبار هو ذا المحفز على التباطؤ الزماني حيث استعان كل من آينشتين، بورن ومولر بتباطؤ الزمن الثقالي لتفسير مسألة العمر بناء على تأثيرات التسارع. يمكن استعمال كل من النسبية الخاصة والتباطؤ الزمني الثقالي لتفسير تجربة هافيلي-كيتنغالتي التي استعملت لقياس تباطؤ الزمن بواسطة ساعات ذرية دقيقة موضوعة على طائرات محلقة.

## شرح المفارقة
مفارقة التوأم
موضوع Twin Paradox أو مفارقة التوأم هو من المواضيع المترتبة عن
النظرية النسبية الخاصة مثل التأخير الزمني والانكماش الطولي ونسبية الآنية وكل هذه الظواهر تم التحقق منها عمليا ألا أن مفارقة التوأم هي فكرة وضعها اينشتين أيضا ولكن لم تجرب عمليا بالطبع وإنما هو استخدمها ليوضح مفهوم التأخير الزمني ولكن بدلا من أن تتضح الأمور ازدادت تعقيداً
بناء على النظرية النسبية الخاصة مفارقة التوأم صحيحة من ناحية الحسابات وإذا ما حاولت أن أوضح لماذا سميت paradox أو مفارقة سأفترض ما يلي:
لو كان هناك شخصين خالد وحسن ولدا في نفس اليوم قرر حسن القيام برحلة مكوكية بسرعة تصل إلى 90% من سرعة الضوء وقرر خالد البقاء في البيت على الأرض.
بناء على النظرية النسبية فإن المتحرك بسرعة كبيرة ساعته تؤخر بالنسبة للثابت لذلك فإن الزمن بالنسبة لخالد على الأرض يتحرك كما نعرفه ولكن الزمن عند حسن يتأخر كما يقيسه خالد على الأرض.
فمثلا يحتفل خالد بعيد ميلاده مرة كل عام على الأرض ولكن خالد يرصد أن حسن يحتفل مرة كل خمس أعوام بالنسبة له ولهذا فإن عمر خالد يزيد خمس سنوات في حين عمر حسن يزيد سنة واحدة
لماذا هي مفارقة أو Paradox؟
لأنه كما يقدر خالد انه يكبر بمعدل خمس سنوات وان حسن بمعدل سنة واحدة فإنه أيضا حسن يرى العكس تماما، لـأن حسن يعتبر أن خالد في بيته على الكرة الأرضية تبتعد عنه بسرعة 90% من سرعة الضوء في حين انه ثابت في مركبته الفضائية وهنا يجد حسن إن خالد ساعته تؤخر وانه يحتفل بعيد ميلاده مرة واحدة في حين إن حسن يحتفل 5 مرات على مركبته الفضائية.
لماذا هذا لان محاور إسناد كل من خالد وحسن متكافئين ولا فرق بين الاثنين إلا في نقطة واحدة وهي انه حسن يستطيع أن يشعر انه متحرك في لحظة أن يقوم بتغير اتجاه حركة المركبة الفضائية أثناء العودة للأرض وأيضا لحظة التوقف على سطح الأرض أما خالد على الأرض خلال رحلة حسن لا يلحظ أي تغير أبدا لان تسارع الأرض ثابت
هذا يجعل حسن مميزاً عن خالد!
لمزيد من التفسير في الموضوع
عندما ينطلق حسن في المركبة المكوكية فإن خالد يعتمد على مرصد فلكي لمراقبة ساعة مثبتة داخل المركبة المكوكية وإذا كانت سرعة المركبة قريبة من سرعة الضوء فإن المرصد يلتقط حركة عقرب الثواني في الساعة بواسطة موجة راديو (سرعتها هي سرعة الضوء) حيث أن سرعة الضوء ثابتة في الفراغ ولا علاقة لها بسرعة المركبة فإن المرصد سيرصد الثانية الواحدة على المركبة أطول من الثانية على الأرض ربما كل ثانية أرضية تعادل ساعة أي 3600 ثانية على المركبة أي كلما ينتقل عقرب الثواني 3600 مرة يرصد خالد انتقال واحد لساعة حسن.
وبالمقابل فإن مرصد حسن على المركبة يرصد ساعة خالد على الأرض بنفس الطريقة فيجد أن كلما انتقل عقرب الثواني لساعته على المركب المكوكي 3600 مرة وجد أن عقرب الثواني لساعد خالد على الأرض انتقل مرة واحدة.
وعلى هذا يعتقد خالد أن حسن عندما يعود للأرض سيكون اصغر منه في العمر بينما يعتقد حسن انه عندما يصل إلى الأرض سيكون خالد اصغر منه في العمر.
كلا من خالد وحسن محق وصحيح في محاور إسناده ولكن أين الحقيقة؟
الحقيقة في أن الاثنين على حق لان الحقيقة أيضا نسبية!
.